# Zbigniew Witczak
Zbigniew Witczak (ur. 1955) – polski hokeista.
Zawodnik grający na pozycji napastnika. W latach 1978–1988 bronił barw Łódzkiego Klubu Sportowego. W latach 90. bronił m.in. barw Towimoru Toruń.